# Nationalpark Bahuaja Sonene
Der Nationalpark Bahuaja Sonene (span.: Parque Nacional Bahuaja Sonene) ist ein am 19. Juli 1996 durch das Dekret N° 012-96-AG gegründeter Nationalpark in der Provinz Tambopata in der Region Madre de Dios und in den Provinzen Carabaya und Sandia in der Region Puno in Südost-Peru. Der Park wurde per Dekret Nº 048-2000-AG vom 5. September 2000 noch erweitert.

## Lage
Mit dem Park wird versucht ein Mosaik verschiedener Habitate zu erhalten, die viele Elemente der Biodiversität des südlichen und nördlichen Amazonasgebiets vereint. Der Park schützt einzigartige Gebiete Perus, wie die feuchte tropische Savanne Pampas del Heath am Río Heath und die Formationen des Tals von Candamo in der Selva de Candamo. Im Park lebt die indigene Minderheit der Ese-eja-Indianer, deren kulturelle Eigenheiten ebenfalls geschützt sind. Die Ökoregion mit Amazonas-Regenwald dient als typischer Lebensraum mit tropischem Wald und Bergregenwald. Das Gebiet verfügt über Seen oder Lagunen, Palmsümpfen und saisonal überflutete Gebiete. Schon 1983 wurde die Pampas del Heath zu einem Schutzgebiet erklärt. Von Dezember bis April wird das ebene Weideland, das von kleinen Palmgruppen von bis zu 2 Metern Höhe durchzogen ist, überschwemmt, so dass die Palmen kleine Inseln bilden. Er bildet die südliche Grenze der tropischen Wälder und gehen dann in die benische Überschwemmungssavanne der Moxos-Ebene über. Ein Großteil des Gebiets gehört heute zu der ethnischen Gruppe der Ese-eja aus der Sprachfamilie der Tacana, dass sich heute auf die Gemeinden Infierno, Palma Real und Sonene direkt am Rande des Parks konzentriert. Eine vierte Gemeinde mit Namen Kotsimba gehört zur Ethnie der Pukirieri.

## Flora und Fauna
Der Park hat eine beachtliche Artenvielfalt.

### Säugetiere
Unter den mindestens 180 Säugetierarten kommen u. a. der Waldhund (Speothos venaticus), der Maikong (Cerdocyon thous),  der Kurzohrfuchs (Atelocynus microtis), der Riesenotter (Pteronura brasiliensis), der Sumpfhirsch (Blastocerus dichotomus), der Mähnenwolf (Chrysocyon brachyurus), der Große Ameisenbär (Myrmecophaga tridactyla), das Riesengürteltier (Priodontes maximus), der Schwarzgesichtklammeraffe (Ateles chamek) und der Jaguar (Panthera onca) vor. Im Jahr 2012 wurden im Park erstmals die Fledermausarten  Trinycteris nicefori und Ost-Pipistrelle (Pipistrellus subflavus) nachgewiesen.

### Vögel
Im Park sind mindestens 600 Vogelarten bekannt, wobei ca. 376 am Río Heath vorkommen. So leben hier u. a. Schwarztinamu (Tinamus osgoodi), Rotkehltinamu (Crypturellus strigulosus), Schwarzkappentinamu (Crypturellus atrocapillus), Orinokogans (Neochen jubata), Harpyien (Harpia harpyja), Weißbrauenbussard (Leucopternis kuhli), Würgadler (Morphnus guianensis), Weißflügel-Trompetervogel (Psophia leucoptera), Rostkappenpapagei (Pionites leucogaster), Blaukopfara (Primolius couloni), Schwarzkappensittich (Pyrrhura rupicola), Amazonassittich (Nannopsittaca dachilleae), Orangekehl-Schattenkolibri (Phaethornis philippii), Krauskopfarassari (Pteroglossus beauharnaesii), Goldstirn-Zwergspecht (Picumnus aurifrons), Weißkehl-Glanzvogel (Brachygalba albogularis), Blaustirn-Glanzvogel (Galbula cyanescens), Halbring-Faulvogel (Malacoptila semicincta), Westliche Gelbbauchpipra (Neopelma sulphureiventer), Yungaspipra (Chiroxiphia boliviana), Schwarzkopfpipra (Heterocercus linteatus), Streifenbrust-Todityrann (Hemitriccus flammulatus), Weißbauch-Schuppenkopftyrann (Lophotriccus eulophotes), Weißwangen-Todityrann (Poecilotriccus albifacies), Bambusameisenwürger (Cymbilaimus sanctaemariae), Blaugrauer Würgerling (Thamnomanes schistogynus), Olivbrauner Ameisenschlüpfer (Epinecrophylla leucophthalma), Gelbstreifen-Ameisenschlüpfer (Myrmotherula sclateri), Iheringameisenschlüpfer (Myrmotherula iheringi), Manuameisenfänger (Cercomacra manu), Südlicher Grauameisenschnäpper (Hypocnemoides maculicauda), Rotschopf-Ameisenvogel (Myrmoborus lophotes), Goeldiameisenvogel (Akletos goeldii), Bindenschwanz-Ameisenvogel (Gymnopithys salvini), Roststirn-Ameisendrossel (Formicarius rufifrons), Olivmantel-Ameisenpitta (Hylopezus berlepschi), Starkschnabel-Blattspäher (Syndactyla ucayalae), Rostscheitel-Dickichtschlüpfer (Synallaxis cabanisi), Schwarzkopfammer (Coryphaspiza melanotis), Spiegeltangare (Conothraupis speculigera), Gelbschopftangare (Tachyphonus rufiventer), Weißschulter-Würgertangare (Lanio versicolor) und Scharlachkopf-Bartvogel (Eubucco tucinkae). Ebenso kommen sieben Arten des Eigentlichen Aras (Ara), Rosalöffler (Platalea ajaja) und  Königsgeier (Sarcoramphus papa) im Park vor. Zu den dreißig neuen  Vogelarten im Park, die im Jahr 2012 bei einer Studie entdeckt wurden zählen u. a. Elsteradler (Spizaetus melanoleucus), Wilson-Wassertreter (Steganopus tricolor) und Graukehlkuckuck (Coccycua cinerea).

### Reptilien
Unter den Reptilien findet man den Schwarzen Kaiman (Melanosuchus niger), die Große Anakonda (Eunectes murinus) und die Terekay-Schienenschildkröte (Podocnemis unifilis). Zu den Fröschen im Park gehören u. a. Ameerega simulans und der Riesenmakifrosch.

### Fische
Bisher wurden im Park mindestens 180 Arten von Fischen entdeckt.

### Schmetterlinge
Mit 1200 Schmetterlingsarten ist die Artenvielfalt im Park riesig.

### Flora
Unter den Pflanzen findet man die Buriti-Palme (Mauritia flexuosa), Hevea guianensis und Cedrelinga cateniformis, Westindische Zedrele (Cedrela odorata), Amerikanisches Mahagoni (Swietenia macrophylla), Paranussbaum (Bertholletia excelsa)  und verschiedene Palmen wie Iriartea deltoidea, Euterpe sp. oder Oenocarpus bataua.

## Klima
Der Park ist an einer Schnittstelle zwischen feuchtem tropischen und subtropischen Amazonas-Klima. Der durchschnittliche Jahresniederschlag ist gleichwertig 2.400 mm. Die durchschnittliche Temperatur beträgt 30 °C. Im Sommer können bis 38 °C erreicht werden. Gelegentlich sinkt die Temperatur auf 8 °C. Dann dringen antarktischen Winde in den Park, die schließlich zu niedrigen Temperaturen im Juni und Juli führen. Mit der Regenzeit von Dezember bis März sind die Ebenen mit Wasser bedeckt, was zu einer riesigen Sumpfbildung führt.